# Larvik HK
Actualités
Dernière mise à jour : 5 novembre 2024.
Le Larvik Håndballklubb est un club féminin de handball basé à Larvik en Norvège. 
Club le plus titré du pays avec 20 championnats et 17 coupes de Norvège, il a également remporté la Ligue des champions en 2011.

## Histoire
Le Larvik Håndballklubb est fondé le 31 mai 1990 par la fusion des clubs Larvik Turn & IF et Halsen IF. Promu en première division lors de la saison 1992-1993, le club est proche à la relégation lors de sa première saison dans l'élite. Sous la houlette de Marit Breivik (1992-1994), future entraîneur à succès de l'équipe norvégienne féminine de handball, puis de Gunnar Pettersen (1994-1996), ancien entraîneur de l'équipe nationale masculine, le club de Larvik HK se place rapidement au sommet du handball féminin norvégien. En 1994, l'équipe remporte son premier titre de champion de Norvège. 
À partir des années 2000, le club de Larvik profite de la puissance croissante de la ligue norvégienne de handball dans le handball européen. Le handball scandinave se développe dans son sillage et les performances du Larvik HK s'améliorent en coupe d'Europe. L'équipe remporte ainsi la Coupe d'Europe des vainqueurs de coupe en 2005 et 2008. La consécration vient en 2011, quand le club remporte la Ligue des champions. Parallèlement, beaucoup des joueuses du club sont les cadres de l'équipe nationale norvégienne qui domine le handball mondial depuis les années 2000. Ole Gustav Gjekstad, entraîneur de 1998 à 2005 puis de janvier 2011 à 2015, et Karl-Erik Bøhn (en), qui a géré l'intermède, sont également les artisans des succès du club.
Après une domination sans partage sur la scène nationale et treize titres de champion de Norvège consécutifs entre 2005 et 2017, le club laisse la prééminence nationale au Vipers Kristiansand qui remporte le titre de champions en 2018.
En mai 2019, le club est relégué en deuxième division norvégienne, après la perte de sa licence professionnelle pour raisons financières. 
Il retrouve néanmoins l'élite dès 2020. La saison 2020-2021 est à nouveau arrêtée à cause de la pandémie de Covid et aucun club n'est relégué, ce qui profite à Larvik, bon dernier avec un point en dix matchs. Les saisons suivantes sont de meilleure facture, le club terminant 9e en 2022, 5e en 2023 et 4e en 2024. Le club joue à nouveau en coupe d'Europe, étant éliminé dès le premier tour en Ligue européenne 2023-2024 puis participant à la Ligue européenne 2024-2025.

## Palmarès
Compétitions internationales
- Ligue des champions (C1)
  - vainqueur (1) en 2011
  - finaliste (2) en 2013 et 2015
- Coupe des vainqueurs de coupe (C2)
  - vainqueur (2) en 2005 et 2008
  - finaliste (1) en 2009
- Coupe de l'EHF (C3)
  - finaliste (1) en 1996

Compétitions nationales
- Championnat de Norvège
  - vainqueur (20) en 1995, 1996, 1997, 2000, 2001, 2002, 2003, 2005, 2006, 2007, 2008, 2009, 2010, 2011, 2012, 2013, 2014, 2015, 2016 et 2017
  - Deuxième (2) en 1995 et 2015
- Coupe de Norvège
  - vainqueur (17) en  1996, 1998, 2000, 2003, 2004, 2005, 2006, 2007, 2009, 2010, 2011, 2012, 2013, 2014, 2015, 2016 et 2017
  - finaliste (4) en 1994, 1997, 1999, 2008

## Personnalités liées au club
Parmi les joueuses historiques, on trouve :
- Tine Rustad Albertsen (2003-2014)
- Isabel Blanco (depuis 2011)
- Karoline Dyhre Breivang (2005-2017)
- Kristine Breistøl (2012-2018)
- Sara Breistøl (2000-2013)
- Kristine Duvholt Havnås (1997-2006)
- Marit Malm Frafjord (2014-2017)
- Anja Hammerseng-Edin (2012-2017)
- Gro Hammerseng-Edin (2010-2017)
- Monica Vik Hansen
- Vigdis Hårsaker
- Alma Hasanic (2013-2017)
- Elisabeth Hilmo
- Kari Mette Johansen (1998-2014)
- Tine Rustad Albertsen (2003-2014)
- Amanda Kurtovic (01/2011-2012 et 2015-2017)
- Tonje Larsen (1993-1998 et 1999-2015)
- Cecilie Leganger (2010-2014)
- Heidi Løke (2000-2002 et 2008-2011)
- Cathrine Roll-Matthiesen
- Olga Medvedeva (2006-2013)
- Kristine Moldestad
- Mari Molid (2014-2016)
- Nora Mørk (2009-2016)
- Thea Mørk (2010-2018)
- / Katja Nyberg (1998-2005 et 2010-2012)
- / Lina Olsson Rosenberg (1991-2004)
- Lene Rantala (1997-2014)
- Linn-Kristin Riegelhuth (2002-2009 et depuis 2010)
- Birgitte Sættem (1998-2006)
- Mimi Kopperud Slevigen
- Sanna Charlotte Solberg (2014-2017)
- Tine Stange (depuis 2003)
- Linn Jørum Sulland (2009-2015)
- Annette Tveter
- Raphaëlle Tervel (2009-2010)
- Sandra Toft (2014-2017)
- Alina Wojtas (2014-2017)

La liste des entraîneurs et entraîneuses du club est :
- Peter Berthelsen : de 1990 à 1992
- Marit Breivik : de 1992 à 1994
- Gunnar Pettersen (en) : de 1994 à 1996
- Kristjan Halldórsson : de 1996 à 1998
- Ole Gustav Gjekstad : de 1998 à 2005
- Karl-Erik Bøhn (en) : de 2005 à janvier 2011
- Ole Gustav Gjekstad : de janvier 2011 à 2015
- Tor Odvar Moen (en) : de 2015 à 2018
- Geir Oustorp (en) : de 2018 à février 2019
- Lene Rantala : de février à juin 2019
- Lars Wallin Andresen : de 2019 à septembre 2020
- Are Ruud : de septembre 2020 à 2021
- Eirik Haugdal : de 2021  à 2023
- Arne Senstad (en) : depuis 2023